# Systena collaris
Systena collaris är en skalbaggsart som beskrevs av George Robert Crotch 1873. Systena collaris ingår i släktet Systena och familjen bladbaggar. Inga underarter finns listade i Catalogue of Life.